# 뵈어만박쥐
뵈어만박쥐 또는 뵈어만과일박쥐(Megaloglossus woermanni)는 뵈어만박쥐속에 속하는 큰박쥐과 박쥐이다. 앙골라와 베넹, 카메룬, 중앙아프리카공화국, 콩고공화국, 콩고민주공화국, 코트디부아르, 적도기니, 가봉, 가나, 기니, 라이베리아, 나이지리아, 시에라리온, 토고 그리고 우간다에서 발견된다. 자연 서식지는 아열대 또는 열대 습윤 저지대 숲과 습윤 사바나 지역이다. 서식지 감소로 멸종 위협을 받고 있다. 견장과일박쥐아과로 분류하기도 한다.